# Masahiro Hamazaki
Masahiro Hamazaki (浜崎 昌弘, Hamazaki Masahiro, Osaka, 14 maart 1940 – Kitakyushu, 10 oktober 2011) was een Japans voetballer die als doelman speelde.

## Clubcarrière
Hamazaki begon zijn carrière bij Yawata Steel, de voorloper van Nippon Steel. Hamazaki veroverde er in 1964 de Beker van de keizer. 1965 werd de ploeg opgenomen in de Japan Soccer League, de voorloper van de J1 League. In 8 jaar speelde hij er 100 competitiewedstrijden. Hamazaki beëindigde zijn spelersloopbaan in 1972.

## Japans voetbalelftal
Masahiro Hamazaki debuteerde in 1966 in het Japans nationaal elftal en speelde 2 interlands.

## Statistieken
| Japans voetbalelftal | Japans voetbalelftal | Japans voetbalelftal |
| Jaar                 | Wed.                 | Dlp.                 |
| -------------------- | -------------------- | -------------------- |
| 1966                 | 2                    | 0                    |
| Totaal               | 2                    | 0                    |